# Klaus Fischer (Fotograf)
Klaus Fischer (* 2. April 1934 in Meiningen; † 2009 in Berlin) war ein deutscher Fotograf und Buchautor.

## Leben
Fischer studierte von 1957 bis 1962 an der Hochschule für Grafik und Buchkunst Leipzig Fotografik bei Heinz Föppel und Berthold Beiler (1915–1975). Anschließend war er zwei Jahre bei der DDR-Zeitschrift NBI angestellt, bis er sich entschloss, freiberuflich zu arbeiten. Seine bevorzugten Arbeitsbereiche waren Mode- und Aktfotografie. Besonders bekannt machten ihn seine Fotos für die beliebte Zeitschrift Das Magazin, die monatlich ein Aktfoto veröffentlichte. Daneben trat Fischer als Autor zahlreicher Bücher hervor, darunter Ratgeberbücher zur Fotografie und Bildbände über deutsche Städte. Klaus Fischer lebte zuletzt in Berlin-Mahlsdorf.
Sein Nachlass, der mehrere Jahre in einer Garage lagerte, wurde 2017 von einem Freund entdeckt und veröffentlicht.

## Publikationen (Auswahl)
- Mit der Kamera am Abend unterwegs, Halle, Fotokinoverlag, 1958
- Porträts bei Tages- und Kunstlicht, Halle, Fotokinoverlag, 1959
- Das neue Porträt, Halle, Fotokinoverlag, 1963
- Brennweiten helfen gestalten, Halle, Fotokinoverlag, 1964
- Gegenlicht, 2. Aufl., Leipzig, Fotokinoverlag, 1970
- Fotos in der Werbung, Leipzig, Fotokinoverlag, 1972
- Aktfotografie, Leipzig, Fotokinoverlag, 1980
- Porträtfotografie, 3., neubearb. Aufl., Leipzig, Fotokinoverlag, 1980
- Ohn weib ist keyn freud gantz, Edition Leipzig, 1981 (Minibuch)
- Werbefotografie, Leipzig, Fotokinoverlag, 1983
- Kunstlichtfotografie, 7., neub. Aufl., Leipzig, Fotokinoverlag, 1985
- Ausschnittgestaltung, 5., verb. Aufl., Leipzig, Fotokinoverlag, 1986
- Aktfotografie, Leipzig, Fotokinoverlag, 1984
- Fotograf und Modell, Leipzig, Fotokinoverlag, 1989
- Fotokniffe, 5., verb. Aufl., Leipzig, Fotokinoverlag, 1989

- Apolda, Erfurt, Verlags-Haus Thüringen, 1992
- Von Eisenberg nach Stadtroda, Verlags-Haus Thüringen, 1993
- Das Grabfeld, Verlags-Haus Thüringen, 1993

- Stadtbilder aus Kleve, Leipzig, Stadt-Bild-Verlag, 1995
- Stadtbilder aus Marl, Leipzig, Stadt-Bild-Verlag, 1995
- Erkner und Umgebung, Leipzig, Stadt-Bild-Verlag, 1996
- Kaarst, Leipzig, Stadt-Bild-Verlag, 1996
- Hofheim am Taunus, Leipzig, Stadt-Bild-Verlag, 1996
- Stadtbilder aus Löhne, Leipzig, Stadt-Bild-Verlag, 1996
- Stadtbilder aus Syke, Leipzig, Stadt-Bild-Verlag, 1996
- Stadtbilder aus Idar-Oberstein, Leipzig, Stadt-Bild-Verlag, 1997
- Schwelmer Impressionen, Leipzig, Stadt-Bild-Verlag, 1997
- Immenstadt im Allgäu, Leipzig, Stadt-Bild-Verlag, 1998
- Templin und Umgebung, Leipzig, Stadt-Bild-Verlag, 1998
- Königsee im grünen Herzen Thüringens, Leipzig, Stadt-Bild-Verlag, 1998
- Plau am See, Leipzig, Stadt-Bild-Verlag, 1999
- Königs Wusterhausen, Leipzig, Stadt-Bild-Verlag, 2001
- Waldheim, Leipzig, Stadt-Bild-Verlag, 2001
- Schöne Akte. Fotografien aus der DDR, Berlin, Das Neue Berlin, 2011
- Der Reiz des Sinnlichen. Aktfotografie, hrsg. von T. O. Immisch, Berlin: Bild und Heimat, 2017; ISBN 978-3959580922